# キム・セヨン
キム・セヨン（ハングル表記:김세영、漢字表記:金洗瑩、ラテン翻記:Kim Se-Young、女性、1981年6月4日 - ）は、大韓民国の元バレーボール選手。釜山広域市出身。元韓国代表。

## 来歴
2000年に南星女子高等学校を卒業し、韓国VリーグのKT&Gアリエールズに入団。2001年から韓国代表として活躍し、2004年アテネオリンピックに出場した。2009年と2011年のワールドグランプリでは代表チームのキャプテンとし牽引した。2012/13シーズンの選手登録から漏れ引退し、その後出産を経て2014/15シーズンに現代建設ヒルステートで現役復帰となる。

## 所属チーム
- KT&Gアリエールズ（2000-2012年）
- 水原現代建設ヒルステート（2014-2018年）
- 仁川興国生命ピンクスパイダーズ（2018-2021年）

## 球歴
- オリンピック - 2004年（5位）
- 世界選手権 - 2006年（13位）、2010年（13位）
- ワールドカップ - 2003年（9位）、2007年（8位）、2011年（9位）